# Jochen Babock
Jochen Babock (n. 26 august 1953, Erfurt, RDG) este un bober german, medaliat olimpic. A participat la o ediție a Jocurilor Olimpice (1976) în care a câștigat o medalie de aur.

## Participări
Lista de mai jos prezintă principalele competiții la care a participat Jochen Babock de-a lungul carierei.
- bobsleigh at the 1976 Winter Olympics – four-man[*]